# Avenida Marechal António de Spínola
A Avenida Marechal António de Spínola é uma avenida de Lisboa, localizada nas freguesias de Marvila e Alvalade. A sua designação atual data de 23 de abril de 2004 e presta homenagem ao antigo Presidente da República portuguesa, Marechal António de Spínola (1910 - 1996).
Foi anteriormente designada como Arruamento com inicio na Avenida dos Estados Unidos da América e confluência com a Avenida Gago Coutinho e findando na Avenida Infante D. Henrique.